# Bertoldo di Andechs-Merania
Bertoldo di Andechs-Merania (Bamberga, 1180 – 23 maggio 1251) è stato un patriarca cattolico tedesco.

## Biografia
Berthold era il figlio di Bertoldo IV di Andechs e Agnese di Rochlitz, appartenenti alla nobile famiglia bavarese degli Andechs, margravi d'Istria. I suoi fratelli furono il duca Ottone VII di Merania, il vescovo di Bamberga Ekbert von Andechs, la duchessa e santa Edvige di Slesia e la regina di Francia Agnese; un'altra sorella, Gertrude, sposò il sovrano magiaro Andrea II e divenne madre di santa Elisabetta. Una zia di Bertoldo, Matilde, divenne contessa di Gorizia.
Grazie al matrimonio della sorella con il sovrano magiaro, Bertoldo ottenne importanti cariche civili ed ecclesiastiche: divenne conte e nel 1207 divenne vescovo di Kalocsa; nomina che papa Innocenzo III confermò però solo nel 1212 per la mancanza dell'età richiesta e l'assenza di esperienza. Probabilmente per questo motivo, Bertoldo si recò poco dopo a Vicenza per approfondire i suoi studi.
Nel 1209 Bertoldo divenne bano  di Croazia, Dalmazia e Slavonia e nel 1212 divenne anche voivoda di Transilvania e viceré.
La nobiltà magiara mal sopportava l'influenza che la regina bavarese aveva nei confronti del marito, e le preferenze accordate ai nobili tedeschi rispetto alla nobiltà locale, e nel 1213 ordì un complotto che, approfittando della mancanza del re che si trovava ad Halych per una battuta di caccia, portò all'uccisione della regina.
Bertoldo si salvò a stento dal complotto e scappò assieme ai fratelli.

## La nomina a patriarca
Nel 1218 papa Onorio III lo nominò patriarca di Aquileia, prerogativa che toglie al capitolo di Aquileia non essendo questo riuscito a giungere ad una decisione; quando giunse alla Basilica di Aquileia per prenderne possesso, inciampò e cadde vicino all'ingresso, il papa esclamò allora: «Qui riposerai per l'eternità». Infatti la sua tomba è collocata nel punto esatto in cui cadde.
Governò con abilità e saggezza la Patria del Friuli: incoraggiò la diffusione dei francescani, emise norme contro gli eretici ed i flagellanti, presenti in regione; nel 1238, dopo che un terremoto distrusse il palazzo patriarcale (25 dicembre 1222) trasferì la propria residenza da Cividale ad Udine (che allora conta circa 1 200 abitanti), che elevò al rango di città. Concesse alla città il diritto di tenere un mercato che si svolgeva nell'odierna piazza Matteotti, chiamata anche piazza San Giacomo per la presenza della chiesa omonima, per suo volere venne inoltre costruito il Duomo di Udine che fu edificato a partire dal 1245, concesse inoltre diversi vantaggi fiscali alla nobiltà friulana.
Bertoldo avviò durante il suo mandato un intenso consolidamento del potere dello Stato patriarcale e dei suoi territori. Per il suo impegno ricevette il sostegno di Federico II che vedeva in lui un alleato contro le città nemiche della Lombardia (Federico ebbe al suo fianco il patriarca nella campagna in Italia del 1233, durante l'assedio di Brescia del 1238 e alla dieta di Ravenna del 1231 ed a quella di Cividale del maggio 1232), tanto da venire scomunicato nel 1239 per la sua lealtà verso l'Imperatore quando il conflitto tra papa Gregorio IX e Federico II divenne più intenso. Solo nel 1241, dopo l'intervento di re Andrea II d'Ungheria la scomunica fu revocata. Bertoldo diventò da allora un intermediario tra l'imperatore e il papa.
Bertoldo accompagnò Federico II in Terrasanta (1228-1229), qui riconsacrò l'altare del Santo Sepolcro a Gerusalemme.
La città di Cividale del Friuli conserva due preziosi codici miniati del patriarca Bertoldo: lo Psalterium Egberti e il Salterio di santa Elisabetta.
Sotto il governo di Bertoldo avvenne nel 1231 la riunione che sancì l'inizio dell'attività del Parlamento della Patria del Friuli.

## Le azioni di guerra
Bertoldo sostenne molte operazioni militari e siglò paci fin dal principio del suo patriarcato: combatté in particolare contro i trevigiani (alleati con il conte del Tirolo e con Bernardo di Ortenburg-Sponheim duca di Carinzia che sobillarono alla rivolta alcuni feudatari del patriarcato), sia soli, sia con l'appoggio dei comuni di Padova, Vicenza e Verona, del papato e della Serenissima. La vittoria decisiva in favore del patriarcato (1219) si ebbe a Cavolano (presso Sacile), le truppe patriarcali saccheggiarono Pordenone, Prata, Porcia, Ceneda  e costringono Treviso alla pace (13 agosto 1221), fissando il confine sul Livenza.
Anche Ezzelino III da Romano, alleatosi con i conti di Prata, mosse contro il Patriarca commettendo, come si legge dai documenti dell'epoca, feroci atrocità.
Bertoldo, per far fronte a tale situazione, si alleò prima con i Conti d'Este, poi con Mantova e Brescia e infine, nella guerra contro Gorizia, ricevette rinforzi dal Duca di Carinzia; vinto anche lo scontro con i goriziani (1226) il patriarca si accordò con Mainardo II conte di Gorizia per la restituzione delle terre del Friuli usurpate che riottienne in feudo.
Con l'aumentare dell'estensione del Patriarcato aumentavano le ostilità e il numero dei suoi nemici: anche l'Istria provocò serie preoccupazioni a Bertoldo che tuttavia, con le sue truppe, la riportò di nuovo all'obbedienza.
Durante il suo dominio fece aumentare il recinto delle mura della città di Cividale, aggiungendovi tre borghi murati: San Pietro, San Domenico e Borgo del Ponte.

## Passaggio alla fazione guelfa
L'improvvisa ed inaspettata defezione del patriarca dal partito imperiale nel 1248, per passare alla fazione dei guelfi, causò le incursioni in Friuli di Ezzelino III da Romano, Mainardo III di Tirolo-Gorizia e del feudatario ribelle Guecello di Prata (1250) che, sorpreso il patriarca in un'imboscata presso Sacile, giunge quasi a catturarlo. Ezzelino occupò Fagagna e si schierò in attesa delle truppe patriarcali a San Vito al Tagliamento, ma la battaglia non ebbe luogo. Il patriarca riuscì a rappacificarsi con Mainardo III ed Ezzelino evacuando i territori occupati durante il conflitto. Bertoldo e Voldarico vescovo di Trieste parteciparono al concilio di Lione del 1245, indetto per confermare la scomunica di Federico II.

## Morte
Con la morte di Bertoldo in data 23 maggio 1251 si conclude il lungo elenco di aristocratici tedeschi a capo della Patria del Friuli. Con la sua morte la casa di Andechs-Merania si estinse in linea maschile.

## L'introduzione del vitigno delTocai
Tra i meriti del patriarca Bertoldo c'è anche l'introduzione in Friuli del vitigno denominato fino a poco tempo fa Tocai (ora ha assunto la denominazione di 'Friulano') grazie ai buoni rapporti mantenuti con il nipote Bela IV d'Ungheria sovrano magiaro salito al trono nel 1235.
Risulta invece da un'altra versione che il vitigno, autoctono friulano, in Ungheria ci sia arrivato come dote della contessa Cecilia Formentini andata in sposa a un principe ungherese.

## Ascendenza
|                             |                   |                                            | Genitori                                        |  |  | Nonni |  |  | Bisnonni              |  |  | Trisnonni |  |
|                             |                   |                                            |                                                 |  |  |       |  |  | Bertoldo II d'Andechs |  |  | …         |  |
|                             |                   |                                            |                                                 |  |  |       |  |  | Bertoldo II d'Andechs |  |  | …         |  |
|                             |                   | …                                          |                                                 |  |  |       |  |  | Bertoldo II d'Andechs |  |  |           |  |
| Bertoldo I d'Istria         |                   |                                            |                                                 |  |  |       |  |  | Bertoldo II d'Andechs |  |  |           |  |
|                             |                   | Sofia di Carniola                          | Poppo II di Carniola                            |  |  |       |  |  |                       |  |  |           |  |
|                             |                   | Sofia di Carniola                          | Poppo II di Carniola                            |  |  |       |  |  |                       |  |  |           |  |
|                             |                   | Sofia di Carniola                          | Riccarda d'Istria                               |  |  |       |  |  |                       |  |  |           |  |
| Bertoldo IV d'Andechs       |                   | Sofia di Carniola                          |                                                 |  |  |       |  |  |                       |  |  |           |  |
|                             |                   | Ottone IV di Wittelsbach                   | Eccardo I di Scheyern                           |  |  |       |  |  |                       |  |  |           |  |
|                             |                   | Ottone IV di Wittelsbach                   | Eccardo I di Scheyern                           |  |  |       |  |  |                       |  |  |           |  |
|                             |                   | Ottone IV di Wittelsbach                   | Riccarda di Carniola                            |  |  |       |  |  |                       |  |  |           |  |
| Edvige di Wittelsbach       |                   | Ottone IV di Wittelsbach                   |                                                 |  |  |       |  |  |                       |  |  |           |  |
|                             |                   | Heilika di Pettendorf-Lengenfeld-Hopfenohe | Federico III di Pettendorf-Lengenfeld-Hopfenohe |  |  |       |  |  |                       |  |  |           |  |
|                             |                   | Heilika di Pettendorf-Lengenfeld-Hopfenohe | Federico III di Pettendorf-Lengenfeld-Hopfenohe |  |  |       |  |  |                       |  |  |           |  |
|                             |                   | Heilika di Pettendorf-Lengenfeld-Hopfenohe | …                                               |  |  |       |  |  |                       |  |  |           |  |
| Bertoldo di Andechs-Merania |                   | Heilika di Pettendorf-Lengenfeld-Hopfenohe |                                                 |  |  |       |  |  |                       |  |  |           |  |
|                             | Corrado di Meißen | Thimo di Wettin                            |                                                 |  |  |       |  |  |                       |  |  |           |  |
|                             | Corrado di Meißen | Thimo di Wettin                            |                                                 |  |  |       |  |  |                       |  |  |           |  |
|                             | Corrado di Meißen | Ida di Northeim                            |                                                 |  |  |       |  |  |                       |  |  |           |  |
| Dedi III di Lusazia         | Corrado di Meißen |                                            |                                                 |  |  |       |  |  |                       |  |  |           |  |
|                             |                   | Luitgarda di Ravenstein                    | Adalberto di Ravenstein                         |  |  |       |  |  |                       |  |  |           |  |
|                             |                   | Luitgarda di Ravenstein                    | Adalberto di Ravenstein                         |  |  |       |  |  |                       |  |  |           |  |
|                             |                   | Luitgarda di Ravenstein                    | Berta di Boll                                   |  |  |       |  |  |                       |  |  |           |  |
| Agnese di Rochlitz          |                   | Luitgarda di Ravenstein                    |                                                 |  |  |       |  |  |                       |  |  |           |  |
|                             |                   | …                                          | …                                               |  |  |       |  |  |                       |  |  |           |  |
|                             |                   | …                                          | …                                               |  |  |       |  |  |                       |  |  |           |  |
|                             |                   | …                                          | …                                               |  |  |       |  |  |                       |  |  |           |  |
| Matilde di Heinsberg        |                   | …                                          |                                                 |  |  |       |  |  |                       |  |  |           |  |
|                             |                   | …                                          | …                                               |  |  |       |  |  |                       |  |  |           |  |
|                             |                   | …                                          | …                                               |  |  |       |  |  |                       |  |  |           |  |
|                             |                   | …                                          | …                                               |  |  |       |  |  |                       |  |  |           |  |
|                             |                   | …                                          |                                                 |  |  |       |  |  |                       |  |  |           |  |